# Benavente (Portugal)
Benavente és un municipi portuguès, situat al districte de Santarém, a la regió d'Alentejo i a la subregió de Lezíria do Tejo. L'any 2006 tenia 27.098 habitants. Limita al nord-est amb Salvaterra de Magos, a l'est amb Coruche, al sud-est amb Montijo, al sud amb Palmela i Alcochete, al nord-oest amb Vila Franca de Xira i Azambuja i al sud-oest amb l'Estuari del Tajo.

## Població
| Població del concelho de Benavente (1801 – 2004) | Població del concelho de Benavente (1801 – 2004) | Població del concelho de Benavente (1801 – 2004) | Població del concelho de Benavente (1801 – 2004) | Població del concelho de Benavente (1801 – 2004) | Població del concelho de Benavente (1801 – 2004) | Població del concelho de Benavente (1801 – 2004) | Població del concelho de Benavente (1801 – 2004) | Població del concelho de Benavente (1801 – 2004) |
| ------------------------------------------------ | ------------------------------------------------ | ------------------------------------------------ | ------------------------------------------------ | ------------------------------------------------ | ------------------------------------------------ | ------------------------------------------------ | ------------------------------------------------ | ------------------------------------------------ |
| 1801                                             | 1849                                             | 1900                                             | 1930                                             | 1960                                             | 1981                                             | 1991                                             | 2001                                             | 2004                                             |
| 2758                                             | 4308                                             | 6413                                             | 8733                                             | 11631                                            | 16306                                            | 18335                                            | 23257                                            | 25837                                            |

## Freguesies
- Barrosa
- Benavente
- Samora Correia
- Santo Estêvão